# Stefan George

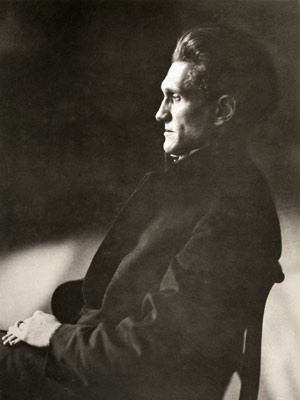
Stefan George, 1910 (foto: Jacob Hilsdorf)

Stefan George (Büdesheim (Bingen am Rhein), 12 juli 1868 — Minusio, 4 december 1933) was een Duits dichter, die in zijn werk, met als uitgangspunt het symbolisme, een geheel eigen, op estheticisme gebaseerde, poëtica ontwikkelde.

## Leven
George was de zoon van een wijnbouwer aan de Rijn. Reeds vroeg had hij de drang dichter te worden; tijdens zijn leven reisde hij voortdurend door Europa en woonde maar zelden langer dan een maand op dezelfde plek. In 1889 kwam hij in Parijs in contact met de leidende Franse dichters uit die tijd, onder wie Stéphane Mallarmé en Paul Valéry. Een jaar later publiceerde hij zijn eerste cyclus, Hymnen, in een zeer hermetische, persoonlijke stijl, die hem zou blijven kenmerken.
In 1891 maakte George in Wenen kennis met Hugo von Hofmannsthal, met wie hij een sterke band ontwikkelde, waaraan Hofmannsthal zich echter op zachte wijze poogde te onttrekken. Georges frustratie leidde na enige tijd tot een zwaar conflict, waarbij hij Hofmannsthal tot een duel uitdaagde. Hun verstandhouding verbeterde zich enigszins toen George zich in München had teruggetrokken. Uit deze affaire en Georges beperkte belangstelling voor vrouwelijke vrienden leidt men af dat hij waarschijnlijk homoseksueel was.
George publiceerde in Wenen tussen 1892 en 1919, in een zeer beperkte oplage en in sterk gestileerde druk, een literair tijdschrift Blätter für die Kunst. Uit het intellectuele lezerschap dat hij hiermee verwierf, vormde zich een hechte kring van twaalf bewonderaars, die George als een soort meester vereerden. Zijn werk is van veeleer beperkte omvang, en geheel lyrisch. Naast enkele vertalingen van onder anderen Dante, Shakespeare en Ibsen schreef George groots opgezette cycli van gedichten.
George vertoont op stilistisch vlak een herkenbare eigenzinnigheid: zijn gedichten hebben geen interpunctie en volgen nooit de Duitse hoofdletterregels — enkel het eerste woord van een regel krijgt een hoofdletter. Georges eerste fase liep van zijn vroegste gedichten tot het eind van de 19de eeuw: hij was een overtuigd aanhanger van de l'art pour l'art-beweging, en tezelfdertijd een heftig antimodernist. Hij kon zich niet vinden in de moderne fin de siècle-tijd: een dichter moet de kunst ter wille van de kunst bedrijven, maatschappelijke inmengingen zijn uit den boze. Dit hield in dat een kunstenaar geen gewoon mens kan zijn: hij moet zich verheffen, zich terugtrekken en een eigen wereld creëren. Het programma van George was de geestelijke kunst.

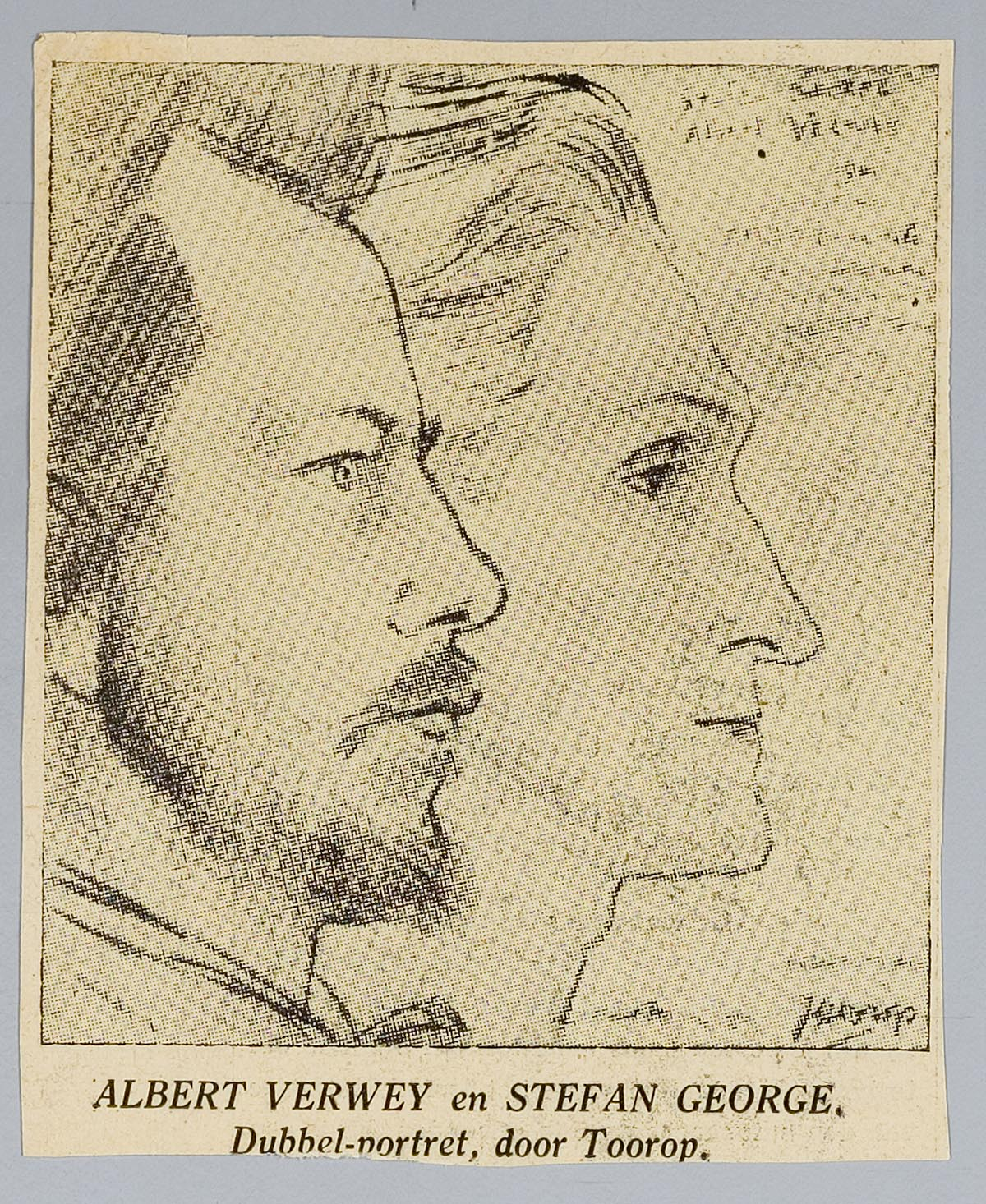
Albert Verwey en Stefan George. Tekening door Jan Toorop (1901)

De tweede fase van George liet wel ruimte voor een zekere betrokkenheid bij de maatschappij: door kritiek uit te oefenen op de moderne tijd poogde George een nieuw, geestelijk mensdom op te richten. In Der siebente Ring maakte hij profetische aforismen en bouwde een cultus voor zijn jeugdvriend Maximin. Na de Eerste Wereldoorlog verminderde Georges activiteit. In 1928 publiceerde hij nog de cyclus Das Neue Reich, die over de oorlogsjaren blijkt te gaan.
George was een charismatische figuur; eerst binnen de nauwe kring van zijn bewonderaars (onder wie Claus Schenk von Stauffenberg), die hem verheerlijkten en als een god aanbaden, en later ook voor de buitenwereld. Hij gold als het toonbeeld van de verheven, elitaire dichter, die van op zijn voetstuk de schoonheid cultiveert. Daarenboven had hij een indringende, langzame stem. Dit beeld sloeg aan bij de nationaalsocialisten: zij interpreteerden zijn cyclus Das neue Reich als een verwijzing naar het nieuwe rijk waarnaar zijzelf streefden. Sinds er een einde was gekomen aan het door Pruisen gedomineerde wilhelminische Duitsland had George zich verzoend met het nationalisme, waartegen hij zich vroeger had verzet. Dit wil niet zeggen dat hij de Weimarrepubliek zonder meer steunde.
In 1933, toen de NSDAP aan de macht kwam, verhuisde hij naar het buitenland en woonde nabij Locarno. Hij weigerde te antwoorden op de overvloedige loftuitingen van Goebbels, die naar een rijksdichter op zoek was en stierf kort daarop. Zijn leerlingen hebben dit uitgelegd als een afwijzing van Nazi-Duitsland.

## Werken (in vertaling)
- Stefan George: Hymnen - Pelgrimstochten – Algabal. Vertaald en ingeleid door Corrado Hoorweg en anderen.  Amsterdam, De Roos, 2015. ISBN 978-94-6228-730-3
- Stefan George: Hymnen. Vert. door F.W. Buri en anderen. Oud Zuilen, Stichting Memoriaal, 2002. ISBN 90-806849-1-0
- Stefan George: Het tapijt van het leven en de liederen van droom en dood, met een voorspel. Vert. door: F.W. Buri en anderen. Amsterdam, Castrum Perigrini Pers, 1995. ISBN 90-6034-092-2
- Stefan George: Het nieuwe rijk. Vert door Heinz Aufrecht en anderen ; nawoord Reinout Vreijling. Amsterdam, Castrum Perigrini Pers, 1988. ISBN 90-6034-064-7
- Stefan George: Aan een jonge graaf. (Louis Sibbald / Theo Vos). Nijmegen, 1986. Geen ISBN
- Stefan George: Mein Kind kam heim. Vert. door Stephen Spender en Gerrit Komrij. Cotopolis, De Literaire Loodgieters, 1984. Geen ISBN
- Stefan George: Drie gedichten. Vert. door Heinz Aufrecht  en anderen. Amsterdam, Castrum Peregrini, 1983. ISBN 90-6034-050-7
- Stefan George: De ster van het verbond. Vert. Door Vincent Weyand en anderen. Amsterdam, Castrum Peregrini, 1979. ISBN 90-6034-037-X
- Stefan George: De tijdgedichten uit 'De zevende ring' . Vert. door een vertaalgroep. Z.p., 1973. Geen ISBN
- Albert Verwey en Stefan George: De documenten van hun vriendschap. Bijeengebracht en toegelicht door Mea Nijland-Verwey. Amsterdam, Polak & Van Gennep, 1965. ISBN 90-253-5506-4
- Stefan George: De brand des tempels. Vert. door Vincent Weyand. Bemelen, Kloosterdrukkerij, 1944
- Stefan George: Mallarmé. Gedenkrede. Vert. door Vincent Weyand. Bemelen, M.N. Engelman, 1943.
- Albert Verwey: Twaalf gedichten = Zwölf Gedichte. Muziek van Hugo Kauder voor een zangstem met pianobegeleiding ; Übertr. Von Stefan George und Rudolf Pannwitz. Santpoort, Mees, 1939